# Алёшковский район
Алёшковский райо́н (укр. Олешківський район, в 1928—2016 годах — Цюрупинский район) — упразднённая административная единица в центральной части Херсонской области Украины.
Административный центр — город Алёшки. По дороге, путь от Алёшек до Херсона составлял 7 км.

## История
Образован в 1923 году в составе Херсонского округа. В 1928—2016 годах район носил название Цюрупинский. В 1932 году вошёл в состав Одесской области. В 1937 передан в состав Николаевской области. В 1944 году стал частью Херсонской области.
Переименован в Алёшковский район постановлением Верховной Рады Украины от 19 мая 2016 года.
17 июля 2020 года в результате административно-территориальной реформы район вошёл в состав Херсонского района. На его территории были сформированы Алёшковская, Великокопановская, Виноградовская и Юбилейная территориальные общины.

## Административное деление
В районе был 1 горсовет, 2 поселковых совета и 12 сельсоветов, а на территориях подчинённых им были расположены: город районного значения — Алёшки, 2 посёлка городского типа (Брилёвка и Новая Маячка), 5 посёлков и 23 села.

## Транспортная инфраструктура
Через район проходил важный железнодорожный путь «Херсон—Крым», общегосударственные автомобильные дороги, автомагистрали «Молдавия—Одесса», «Крым—Кривой Рог», «Донбас—Ростов-на-Дону».